# Partido Liberal-Conservador
O Partido Liberal-Conservador  ou Partido Conservador (chamado também, segundo as pessoas que o governaram, de Partido Canovista, Partido Silvelista, Partido Maurista e Partido Datista) (1876-1931) foi uma formação política espanhola fundada por Antonio Cánovas del Castillo. Denominava-se liberal pelo sistema de Estado que defendia, baseado na Constituição de 1876 que o mesmo Cánovas redigira, bem como na tradição da Espanha e Europa desde a década de 1830. E também se denominava conservador e monárquico pelas ideias que, no momento de gerir as questões de Estado, iam imperar na Espanha.
Antonio Cánovas del Castillo fundou-o ao tempo de solicitar a Afonso XII que assumisse a coroa espanhola, após o insucesso da Primeira República. Aglutinava um variado grupo de pessoas, dos antigos partidários de Isabel II até os membros da União Liberal que ele próprio formara. Sua existência esteve ligada ao próprio Cánovas. À sua morte, em 1897, foi substituído por Francisco Silvela.
Em 1885 firmou com o Partido Liberal de Sagasta o Pacto de El Pardo, pelo qual ambos os partidos acordaram alternar-se no poder à morte de Afonso XII, o qual foi garantido graças às redes caciquis com que ambos os partidos contavam por toda Espanha, visando impedir que outras ideologias  (socialismo, anarquismo, republicanismo) obtivessem o poder e destruíssem a monarquia.

## O liderado de Francisco Silvela
Após o assassinato de Antonio Cánovas del Castillo, o Partido Conservador entrou numa profunda crise; finalmente tomou o liderado Francisco Silvela, que fora distinguido militante canovista e que gozava de enorme autoridade e prestígio dentro do Partido. O novo líder ostentara em 1890 o Ministério de Governação.
Em 1898 Silvela aderiu-se às teses regeneracionistas e, nesse mesmo ano, ocupou a presidência do Conselho de Ministros. Um ano depois foi designado presidente de um governo chamado de regeneração nacional junto a Raimundo Fernández Villaverde, Eduardo Dato, Joaquín Sánchez de Toca, etc. Os planos de Villaverde em Fazenda provocaram uma forte oposição na Catalunha e no País Basco. Ao mesmo tempo, ocorria uma forte agitação operária. Silvela visou acabar com o caciquismo e com a fraude eleitoral. Em 1900 Silvela demitiu sob pretexto da nomeação do novo capitão-general de Madrid.
Mais tarde formou um novo governo (1902-1903) no que nomeou Antonio Maura ministro de Governação. Criou-se, durante este governo o Instituto de Reformas Sociais. Em 1903, após uma importante intromissão da rainha María Cristina (regente até 1902) nos assuntos próprios do Governo, Silvela demitiu do seu cargo e anunciou a sua retirada da vida política.

## A época de Antonio Maura (1905-1913)
Após o falecimento de Francisco Silvela em 1905, o Partido Conservador dispôs-se a buscar de novo um líder forte e entrado em consenso, algo farto difícil dentro do partido e no sistema caciquil da Espanha, em onde em cada comarca dominava um político. Finalmente, o novo líder foi o malhorquim Antonio Maura Montaner, a quem o próprio Silvela designara como sucessor, e que seria Presidente do Governo em diferentes etapas, sendo a mais frutífera e ampla a do denominado "governo longo" de 1907-1909.
Em 1903, Afonso XIII encarregara já a Presidência do Governo. Organizou então a primeira viagem oficial do rei a Barcelona, tornando-se um sucesso para a figura do monarca, embora Maura resultasse ferido num atentado. Em 1904, o seu confronto com o rei fez-lhe sair do Governo. Voltou para o poder em 1907 e desenvolveu um amplo trabalho legislativo:
- Lei eleitoral
- Lei de greves
- Lei do descanso dominical
- Criação do Instituto Nacional de Previsão
- Modernização da Marinha de Guerra
- Projeto de Lei Reforma da Administração Local.

Promoveu também a aproximação para a França e a Grã-Bretanha. Durante o seu governo sucederam-se graves problemas de ordem pública como a Semana Trágica de Barcelona (1909). O fuzilamento de Francisco Ferrer i Guardia, acusado de ser o principal instigador, provocou uma duríssima campanha (em Barcelona apareceram cartazes com o lema Maura Não) contra ele que provocou em Outubro a sua queda. Em 1915 abandonou a chefia do partido.

## 1913-1921 Eduardo Dato
Em 1913 aceita a chefia do Partido Conservador o advogado galego Eduardo Dato Iradier e aconteceu a sua ruptura com Antonio Maura ao aceitar a encomenda de formar governo, o que implicou a fratura do Partido Conservador entre os partidários de um e de outro: mauristas e datistas ou "idôneos". Presidiu Dato novamente o governo em 1917, cedendo ante as Juntas Militares de Defensa e reprimindo energicamente a greve geral de Agosto.
Maura acedeu ao Governo novamente em 1918, formando um gabinete de concentração nacional com os mauristas, os datistas e membros do Partido Liberal. A Primeira Guerra Mundial, a greve geral de 1917 e a Revolução Russa aconselhavam recorrer novamente ao velho político conservador. Este Conselho de Ministros elaborou a nova Lei de Jornada Laboral (8 horas) e abriu espaço a outro encabeçado por Joaquín Sánchez de Toca, que deu lugar ao Real Decreto que a punha em vigor. Ambos os gabinetes estiveram sustentados por Eduardo Dato e os seus deputados afins, mas adquiriu poder dentro do conservadorismo o deputado por Múrcia e ministro Juan de la Cierva y Peñafiel, que se opôs a que Sánchez de Toca aceitasse a Comissão Mista Operários-Patronos que tentou pôr fim ao pistoleirismo na Catalunha.
Em 1920 Dato voltou para o poder continuando o seu trabalho de reformismo social (criou o Ministério de Trabalho, para o que nomeou Carlos Cañal) embora reprimisse com métodos expeditivos (defendidos também por Juan de la Cierva y Peñafiel) o pistoleirismo anarquista em Barcelona. Foi o promotor da Lei de Acidentes no Trabalho e fundou o Instituto Afonso XIII. Dato faleceu assassinado na Puerta de Alcalá quando ostentava novamente o cargo de Chefe de Governo em 1921.

## Os últimos anos: 1923-1931
Com o golpe de Estado do general Miguel Primo de Rivera em Setembro de 1923 e a posterior instauração da Ditadura de Primo de Rivera, o Partido Conservador e os seus líderes viram-se afastados da vida política até 1930, em que novamente o partido entrou a fazer parte do último governo da monarquia, presidido pelo almirante Juan Bautista Aznar, que pôs à frente de Ministério de Fomento a Juan de la Cierva y Peñafiel em 1930-1931, já considerado líder dos conservadores. Silvela, Maura e Dato faleceram; Sánchez de Toca declinou fazer parte dos últimos governos de Afonso XIII e mesmo declinou ser primeiro ministro. Outros políticos como Miguel Maura e Santiago Alba mudaram para o republicanismo conservador.
Com a proclamação da II República a 14 de Abril de 1931, Juan de la Cierva y Peñafiel tentou evitar por todos os meios a partida de Afonso XIII para o exílio, mas foi inútil. Após a partida do rei, ele também decidiu se exilar na França, onde escreveu as suas memórias, Notas de mi vida, que foram publicadas depois da sua morte em 1938.
O Partido Conservador desapareceu nesse mesmo ano de 1931.

## Líderes do Partido Conservador
- 1876-1897: Antonio Cánovas del Castillo
- 1897-1905: Francisco Silvela
- 1905-1913: Antonio Maura Montaner
- 1913-1921: Eduardo Dato e Iradier
- 1921-1923: Vacante
- 1923-1930: Vacante/Ditadura de Primo de Rivera
- 1930-1931: Juan de la Cierva y Peñafiel